# Division I i ishockey 1962/1963
Division I i ishockey 1962/1963 var den nittonde säsongen med Division I som högsta serie inom ishockeyn i Sverige. Serien bestod av sexton lag indelade i två grupper som båda spelades som dubbelserier om fjorton omgångar. Det betydde att alla lag möttes två gånger, en gång på hemmaplan och en gång på bortaplan. De fyra lag som placerade sig högst i respektive grupp gick vidare till mästerskapsserien för spel om titeln svenska mästare. Övriga lag gick vidare till kvalificeringsserien där de fyra sämst placerade lagen flyttades ner till Division II till nästkommande säsong. Mästerskapsserien och kvalificeringsserien spelades som enkelserier, d.v.s. lagen mötte varandra en gång. 
I södergruppen bröts Stockholmslaget Djurgårdens nioåriga segersvit av Göteborgslaget Västra Frölunda som besegrade DIF med 3–2 hemma på Nya Ullevi inför rekordpublik. Även Södertälje och Västerås vann sina hemmamatcher mot DIF denna säsong. Frölunda vann gruppen 2 poäng före Djurgården. Med till mästerskapsserien följde även Brynäs (Gävle) och Södertälje. I den norra gruppen tävlade samma fyra lag som föregående säsong om segern även om de slutade i en annan ordning. Inför sista omgången ledde Skellefteå och Wifsta/Östrand (Timrå) med 19 poäng vardera före Leksand och AIK (Solna) på 18 poäng. Skellefteå säkrade seriesegern i sista omgången genom att besegra Mora och Leksand tog andraplatsen genom att besegra Wifsta/Östrand med 2–3 i Timrå.
De sammanlagda publiksiffrorna ökade kraftigt med till totalt 450 750 åskådare, en ökning med 148 736. Störst publik drog Djurgården med i snitt 6 488 personer på läktaren. Näst mest publik drog Västra Frölunda med 8 732 personer per match. Den 8 november 1962 noterades svenskt publikrekord för ishockey, då 23 192 personer tog sig till Nya Ullevi för att se Västra Frölunda IF besegra Djurgården med 3–2 i Division I södra. 3 000 uppgavs ha tagit sig in okontrollerat och ytterligare 10 000 personer skickades gå hem igen, då arenan redan var fullsatt.

## Division I Norra
| Nr | Lag                | S  | V  | O | F  | GM | IM | MS  | P  |
| -- | ------------------ | -- | -- | - | -- | -- | -- | --- | -- |
| 1  | Skellefteå AIK     | 14 | 10 | 1 | 3  | 63 | 35 | +28 | 21 |
| 2  | Leksands IF        | 14 | 9  | 2 | 3  | 63 | 47 | +16 | 20 |
| 3  | AIK                | 14 | 9  | 2 | 3  | 55 | 43 | +12 | 20 |
| 4  | Wifsta/Östrands IF | 14 | 9  | 1 | 4  | 50 | 43 | +7  | 19 |
| 5  | Alfredshems IK     | 14 | 7  | 1 | 6  | 63 | 41 | +22 | 15 |
| 6  | Mora IK            | 14 | 4  | 1 | 9  | 58 | 81 | −23 | 9  |
| 7  | Morgårdshammars IF | 14 | 2  | 0 | 12 | 38 | 67 | −29 | 4  |
| 8  | Gävle GIK          | 14 | 2  | 0 | 12 | 40 | 73 | −33 | 4  |

## Division I Södra
| Nr | Lag                | S  | V  | O | F  | GM | IM | MS  | P  |
| -- | ------------------ | -- | -- | - | -- | -- | -- | --- | -- |
| 1  | Västra Frölunda IF | 14 | 12 | 0 | 2  | 96 | 42 | +54 | 24 |
| 2  | Djurgårdens IF     | 14 | 11 | 0 | 3  | 73 | 44 | +29 | 22 |
| 3  | Brynäs IF          | 14 | 9  | 1 | 4  | 81 | 51 | +30 | 19 |
| 4  | Södertälje SK      | 14 | 8  | 0 | 6  | 51 | 58 | −7  | 16 |
| 5  | Västerås IK        | 14 | 5  | 2 | 7  | 50 | 54 | −4  | 12 |
| 6  | IFK Bofors         | 14 | 3  | 3 | 8  | 51 | 67 | −16 | 9  |
| 7  | Grums IK           | 14 | 3  | 1 | 10 | 39 | 78 | −39 | 7  |
| 8  | Almtuna IS         | 14 | 1  | 1 | 12 | 34 | 81 | −47 | 3  |

## Kvalificeringsserien
När kvalificeringsserien var färdigspelad stod det klart att Alfredshem (Örnsköldsvik) som enda nykomling kunde hålla sig kvar i divisionen till nästa säsong. Det skedde på Morgårdshammars (Smedjebaken, Dalarna) bekostnad som ihop med Almtuna (Uppsala), Mora och Grums flyttades ner till Division II. Gävle låg länge dåligt till, men efter 18 förlorade matcher i rad vände det i kvalificeringsserien och främst tacke vare Hans "Stöveln" Öberg kunde man vinna de tre sista matcherna och med ett måls marginal klara sig från nedflyttning.
| Nr | Lag                | S | V | O | F | GM | IM | MS  | P  |
| -- | ------------------ | - | - | - | - | -- | -- | --- | -- |
| 1  | Alfredshems IK     | 7 | 6 | 0 | 1 | 36 | 16 | +20 | 12 |
| 2  | Västerås IK        | 7 | 5 | 0 | 2 | 28 | 23 | +5  | 10 |
| 3  | IFK Bofors         | 7 | 4 | 0 | 3 | 28 | 29 | −1  | 8  |
| 4  | Gävle GIK          | 7 | 3 | 0 | 4 | 25 | 26 | −1  | 6  |
| 5  | Almtuna IS         | 7 | 3 | 0 | 4 | 27 | 29 | −2  | 6  |
| 6  | Mora IK            | 7 | 3 | 0 | 4 | 26 | 33 | −7  | 6  |
| 7  | Morgårdshammars IF | 7 | 2 | 0 | 5 | 25 | 29 | −4  | 4  |
| 8  | Grums IK           | 7 | 2 | 0 | 5 | 25 | 35 | −10 | 4  |

## Svenska mästerskapsserien
Efter att ha missat segern i grundserien tog Djurgården revansch i mästerskapsserien. Visserligen förlorade man borta mot Leksand i andra omgången, men Frölunda – som började starkt och ledde efter fyra omgångar – förlorade sedan sina tre sista matcher och kunde inte konkurrera om guldet. Istället var det Skellefteå som utmanade Djurgården och slutade på samma poäng, men med sämre målskillnad. Djurgården avslutade säsongen med seger 1–6 mot Frölunda i Göteborg och vann sitt sjätte raka SM-guld.
| Nr | Lag                | S | V | O | F | GM | IM | MS  | P  |
| -- | ------------------ | - | - | - | - | -- | -- | --- | -- |
| 1  | Djurgårdens IF     | 7 | 5 | 1 | 1 | 43 | 17 | +26 | 11 |
| 2  | Skellefteå AIK     | 7 | 5 | 1 | 1 | 27 | 19 | +8  | 11 |
| 3  | Södertälje SK      | 7 | 4 | 1 | 2 | 28 | 30 | −2  | 9  |
| 4  | Leksands IF        | 7 | 4 | 0 | 3 | 30 | 23 | +7  | 8  |
| 5  | Västra Frölunda IF | 7 | 3 | 1 | 3 | 33 | 28 | +5  | 7  |
| 6  | Brynäs IF          | 7 | 2 | 1 | 4 | 28 | 39 | −11 | 5  |
| 7  | AIK                | 7 | 2 | 0 | 5 | 24 | 38 | −14 | 4  |
| 8  | Wifsta/Östrands IF | 7 | 0 | 1 | 6 | 14 | 33 | −19 | 1  |